# Grube Herkenrath
Die Grube Herkenrath ist eine ehemalige Schwefelkies-Grube des Bensberger Erzreviers in Bergisch Gladbach. Das Mutungsgesuch mit dem Namen Herkenrath auf Schwefelkies stammt vom 15. März 1864. Die Verleihung erfolgte am 7. Juli 1868. Das Grubenfeld Herkenrath überdeckte ganz oder teilweise die Grubenfelder Bergmännische Freiheit, Blücher, Gilead, Hindernihs, Josua, Smyrna, Wilhelminenzeche und dehnte sich von Herkenrath bis in das Strundetal aus. Der Fundpunkt lag im Kreuzungsbereich der Straßen Im Fronhof, Dietrich-von-Dorendorp-Straße und Arnold-von-Lülsdorf-Straße. Alle Relikte sind durch die Bebauung verschwunden. Über die  Betriebstätigkeiten ist nichts bekannt.